# بریونا جونز
بریونا جونز (انگلیسی: Brionna Jones؛ زادهٔ ۱۸ دسامبر ۱۹۹۵) بازیکن بسکتبال اهل ایالات متحده آمریکا است.